# Дормеллетто
Дормеллетто (итал. Dormelletto) — коммуна в Италии, располагается в регионе Пьемонт, в провинции Новара.
Население составляет 2482 человека (2008 г.), плотность населения составляет 355 чел./км². Занимает площадь 7 км². Почтовый индекс — 28040. Телефонный код — 0322.
Покровительницей коммуны почитается Пресвятая Богородица (Madonna del Rosario), празднование 7 октября.

## Демография
Динамика населения:

## Администрация коммуны
- Официальный сайт: http://www.comune.dormelletto.no.it/